# Cadillac Le Mans
Der Cadillac Le Mans war ein Konzeptfahrzeug, das die Cadillac-Division von General Motors 1953 entwickelte.

## Beschreibung
Es wurde nach dem 24-Stunden-Rennen von Le Mans benannt, an dem Cadillac 1950 teilnahm. Der zweisitzige Sportwagen mit GFK-Karosserie war bis zur Oberkante des Windschutzscheibenrahmens nur 1295 mm hoch. Bei diesem Konzeptfahrzeug war erstmals bei Cadillac eine Panorama-Windschutzscheibe zu sehen.
Der Wagen wurde von einer 250-bhp-(184 kW)-Version des Cadillac-V8-Motors mit 5424 cm³ Hubraum angetrieben. Diese Motorleistung realisierte Cadillac bei Serienfahrzeugen erst 1955.
Die Gesamtlänge des Le Mans betrug 4978 mm. Es wurden vier Exemplare gebaut, aber es kam nie zu einer Serienfertigung und es dauerte mehr als 50 Jahre, bis Cadillac einen weiteren Wagen mit ähnlicher Konzeption entwickelte, den XLR. Von den vier Exemplaren des Le Mans wurde eines bei einem Brand zerstört; die anderen drei existieren noch, wobei eines derzeit in der Historischen Sammlung von Cadillac steht.